# Ernest Bloch
Ernest Bloch (Ginevra, 24 luglio 1880 – Portland, 15 luglio 1959) è stato un compositore e violinista svizzero naturalizzato statunitense, noto per aver ripreso molti temi caratteristici della musica ebraica.

## Biografia
Studiò violino al conservatorio di Bruxelles con il belga Eugène Ysaÿe e composizione con Émile Jaques-Dalcroze. Dopo un inizio di carriera in Europa come docente e direttore d'orchestra, nel 1916 si trasferì negli Stati Uniti d'America dove insegnò in diverse scuole tra New York e Cleveland, e fu direttore del Conservatorio di San Francisco dal 1925 al 1930.
In seguito abitò a Roveredo dal 1930 al 1933, dove ha composto nel 1933 il suo Avodath Hakodesh (Servizio sacro per il sabato). A Roveredo continuò inoltre a coltivare la sua passione fotografica, scattando delle belle immagini della regione.
Lavorò in Europa sino al 1940, trasferendosi poi fino al 1952 in California insegnando musica alla Università di Berkeley.
Parte della produzione di Bloch risente dell'influsso della musica folcloristica ebraica e, più in generale, si può dire che tutta la sua musica è pervasa da una forte sensibilità espressa con una grande raffinatezza di mezzi. I suoi lavori principali includono l'opera Macbeth (1910), la sinfonia Israel (1915), Schelomo, rapsodia ebraica per violoncello e orchestra (1915-1916), Baal Shem, per violino e pianoforte (1923, di cui fece una nuova versione nel 1939), Concerto Grosso, per archi e pianoforte (1925), il Servizio sacro per il sabato (1930-1933), Voice in the Wilderness per violoncello e orchestra (1937), cinque quartetti per archi (tra il 1916 e il 1956), due quintetti con pianoforte.
Nel 1938 avviene la prima esecuzione assoluta nel War Memorial Opera House di San Francisco di "Evocations", suite sinfonica di sua composizione diretta da Pierre Monteux.
Nel 1950 avviene la prima esecuzione assoluta nell'Orchestra Hall di Chicago dello Scherzo fantastico per pianoforte e orchestra di sua composizione diretto da Rafael Kubelík.
Tra gli allievi più importanti di Ernest Bloch vi furono i compositori americani Roger Sessions, George Antheil, Randall Thompson e Frederick Jacobi.

## Opere

### Orchestra
- Sinfonia in do diesis minore (1902)
- Inverno-Primavera poemi sinfonici per orchestra (1905)
- Tre poemi ebraici per orchestra (1913)
- Israel per 2 soprani, 2 contralti, basso e orchestra (1916)
- Schelomo per violoncello e orchestra (1916)
- Concerto grosso per archi e pianoforte (1925)
- America, rapsodia epica per coro e orchestra, dedicata a Walt Whitman e Abraham Lincoln (1926)
- Helvetia, affresco sinfonico (1929)
- Voce nel deserto (Voice in the Wilderness), poema sinfonico per orchestra e violoncello obbligato (1936)
- Concerto per violino e orchestra dedicato a Joseph Szigeti (1938) nella Severance Hall di Cleveland, Szigeti diretto da Dimitri Mitropoulos
- Concerto sinfonico per pianoforte e orchestra, dedicato a Mary Tibaldi Chiesa (1948)
- Sinfonia breve dedicata a Nathalie Koussevitsky (1952)
- Concerto grosso per orchestra d'archi (1952)
- Due ultimi poemi (Maybe...) per flauto e orchestra (1958)
- "sinfonia in mi bem.  (1954)

### Musica da camera
- Quartetto per archi n.1 (1916)
- Suite per viola e pianoforte (1919)
- Sonata n.1 per violino e pianoforte (1920)
- Baal Shem per violino e pianoforte (1923)
- Paesaggi per quartetto d'archi (1923)
- Quintetto per pianoforte e archi (1923)
- Sulle montagne per quartetto d'archi (1924)
- Sonata n.2 per violino e pianoforte, Poéme mystique (1924)
- Abodah per violino e pianoforte (1929)
- Quartetto per archi n.2 (1945)
- Meditazione e processionale per viola e pianoforte (1951)
- Quartetto per archi n.3 (1952)
- Quartetto per archi n.4 (1953)
- Quartetto per archi n.5 (1956)
- 2 suite per violoncello solo (1956)
- Suite n.3 per violoncello solo (1957)
- Secondo quintetto per archi e pianoforte (1957)
- Suite modale per flauto e pianoforte o orchestra (1956?)
- Suite n. 1 per violino solo (1958)
- Suite n. 2 per violino solo (1958)

### Tastiera
- Ex voto (1903)
- Nirvana (1923)
- Enfantines raccolta di brani per giovani pianisti (1923)
- Sonata per pianoforte (1935)
- Visioni e profezie (1936)
- 6 preludi per la sinagoga, per organo (1950)
- 4 marce nuziali per organo (1950)

## Discografia
- Concerto per violino. Poemi marini. Suite sinfonica, Oleh Krysa, violino; Orchestra Sinfonica di Malmö, dir. Sakari Oramo (BIS, CD-639)
- 4 episodi. 2 poemi. Concertino. Suite modale, Orchestra Atlas Camerata; Elementi dell'Orchestra Filarmonica di Israele; Orchestra sinfonica della Radio Slovacca, dir. Dalia Atlas (Naxos, 8.570259)
- Concertino per flauto, clarinetto e archi. Baal Shem, suite. Sulle montagne. Concerto grosso n. 2, Roberto Sawicki, violino; Michel Westphal, clarinetto; Robert Thuillier, flauto; Orchestra di Lancy-Ginevra, dir. Roberto Sawicki (Gallo, CD-1066)
- Vision and prophecies. Five sketches in sepia. Sonata. Enfantines. In the night. Nirvana, Margareth Finger, pianoforte (Chandos, CHAN-9887)
- Macbeth Opera completa edizione La Coruna 1997 collezione cd dvd opera Maison de La Lirique